# Ніколя Огюст де Ла Бом
Ніколя Огюст де ла Бом (фр. Nicolas Auguste de La Baume; 23 грудня 1645, Париж— 11 жовтня 1716) — військовий та державний діяч Французького королівства, маркіз де Монревель, маршал Франції.

## Життєпис
Походив зі знатного бургундського роду з Брессу. Молодший син генерал-лейтенанта Фердінанда де Ла Бома, графа де Монревеля, губернатора Бресса і Брегей, і Марії Ольє де Нуантель. Отримав титул шевальє ле Монревель.
Виховувався при дворі разом з дітьми Генріха де Лоррена, графа д'Аркура, великого конюшого Франції. 1665 року оженився. Після смерті старшого брата Шарля-Франсуа 1666 року отримав його роту в кавалерійському полку Королеви. Незабаром в покарання за дуель в Ліоні був змушений залишити королівство, також був відсторонений від посади.
Повернувся до Франції в 1667 році. Повернувся до військової служби, долучившись на чолі кавалерійського ескадрону до участі в Деволюційній війні. Того ж року відзначився під час облог Турне, Ла-Капель, Дуе, Куртре і Ауденарде. 15 серпня 1667 року був призначений капітаном кавалерійського полку. В подальшому відзначився при облозі Льєжа, перемозі біля Брюгге. У 1668 році атакував ворожий конвой, що просувався мостом Есп'єр, і був небезпечно поранений пострілом з мушкета в стегно.
З початком Голландської війни у 1672 році перейшов під командування маршала Анрі де Тюренна. Звитяжив під час облог Бюріка, Реєса і переправі через Рейн, під час якої отримав кілька поранень, в тому числі шабельний удар в обличчя. Був при взятті Німвегена, Грава, Боммеля. 1673 року призначений кампмейстер-лейтенантом (на кшталт підполковника) Орлеанського кавалерійського полку. Служив під командуванням маршала Франсуа-Анрі Монморансі-Люксембургу при облозі Маастрихта. Під командуванням принца Людовика Конде відзначився в битві при Сенефі. Потім брав участь в деблокування Ауденарде, обложеного принцом Вільгельмом Оранським.
Після відставки батька, призначений генеральним намісником Бресса, Бюже, Вальроме і Шаролє. У тому ж році брав участь в облозі Лімбурга. 29 серпня 1675 року отримав королівський полк. У 1676 році служив під командуванням герцога Філіппа Орлеанського при облозі Конде, Бушена, Ера. Слідом за цим рушив на допомогу Маастрихту, примусивши принца Оранського зняти облогу.
1677 призначено бригадиром. Брав участь в облогах Валансьєну, Камбре. 11 квітня того ж року відзначився у битві біля Касселя (неподалік від Дюнкерку), потім рушив проти Сент-Омера, який невдовзі захопив. У липні призначений генеральним комісаром кавалерії. Звитяжив у деблокуванні Шарлеруа, обложеного принцом Оранський, при взятті Сен-Гілена.
У 1678 році брав участь при облогах Генту та Іпра. Потім очолив кавалерію в Німецької армії маршала Франсуа де Крекі. Брав участь у битві при Рейнфельдені й переслідуванні Карла V, герцога Лотарингії. У липні 1679 року відставлений від намісництва в Брессе.
1684 року під час Війни за об'єднання призначений командувачем кавалерією в армії маршала Крекі, брав участь в облозі Люксембургу. 1688 року призначено табірним маршалом (на кшталт генерал-майора), у вересні того ж року відставлений з посади генерального комісара кавалерії. Того ж року після смерті дружини оженився вдруге. В цей час почалася Війна Аугсбурзької ліги. 1689 переведено до Фландрської армії маршала Людовика де Кревана, брав участь в битві при Валькурі. 1690 року під командуванням маршала Люксембургу бився проти військ князя Генріха Фрідріха фон Вальдек в битві при Флерюсі. У 1691 році брав участь в облозі Монса і битві при Льозе. 1692 року відзначився при облозі Намюра, і в битві при Стенкерке.
1693 року отримав звання генерал-лейтенанти, перейшов до Мозельської армії Людовика Великого Дофіна, потім командував окремим корпусом. Наказом від 29 жовтня на зимовий період призначений командувачем в межиріччі Ліса і Шельди.
У 1694 році командував окремим корпусом у Фландрії, у листопаді призначено на зиму командувачем в Турне і Монсі. У 1695 році служив під командуванням Франсуа де Невіля при бомбардуванні Брюсселя. 1696 року призначено на зиму командувати в Сен-Гілен і Куртре. 1697 року призначено губернатором Монруаяля. Брав участь в облозі Ата.
З початком Війни за іспанську спадщину 1701 року призначено до армії маршала Луї-Франсуа де Буфлера. Невдовзі зайняв Льєж, випередивши голландську армію. 25 жовтня призначено на зиму командувачем на Маасі і в герцогствах Лімбург і Люксембург. 1702 року відкинув голландську армію до Німвегена. 1703 року стає маршалом Франції. Того ж року призначено командувачем в Лангедоці. 1704 року переведено на посаду командувача в Гієні. Перед від'їздом до місця нового призначення 16 квітня завдав поразки в Севенах заколотникам-кальвіністам, убивши 800 осіб. 1705 стає кавалером ордена Святого Духу.
Сформував у Гієні драгунський полк, який отримав назву Гіеньского. 27 травня призначений кампмейстером, на цій посаді перебував до вересня 1707 року. У 1716 році відставлений від командування в Гіені, і 26 квітня призначений командувачем в Ельзасі і Франш-Конте. Помер у Парижі на цій посаді восени того ж року.

## Родина
1. Дружина — Ізабелла, донька Жана де Вера, сеньора де Поліан.
Дітей не було.
2. Дружина — Жанна-Еме де Рабоданж.
Діти:
- Генріх